# Шумовський Арсен Федорович
Арсен Шумовський (25 червня 1887, с. Мирогоща — 26 березня 1967, Торонто, Канада) — інженер-механік, спеціаліст у ділянці будови локомотивів і зварювання, український науковець і громадський діяч. Брат Юрія, Петра і Павла Шумовських.

## Біографія
Народився 25 червня 1887 року у с. Мирогоща, Дубенського повіту, Волинської губернії. Вчився в духовній школі у Кременці і реальному училищі в Рівному. У 1906 році вступив до технологічного інституту в Петербурзі. Під час першої світової війни був мобілізований у російську армію як старшина резерву артилерії в серпні 1914 року.
У 1917 році брав участь в українізації 10 армійського корпусу Царської армії. Служив у Генеральному секретаріаті військових справ УНР у Києві в ранзі поручника. Був урядовцем при Головному комісаріаті уряду УНР у Житомирі в 1920 році. Закінчив Київський Політехнічний Інститут у 1921 році і здобув диплом інженера-технолога.
Працював в інституті і 1921 року залишив Україну, щоб уникнути репресій за участь у Перших визвольних змаганнях. Тимчасово жив в Дубно і в 1922 році переїхав у Прагу де працював у інженерній справі. Був членом Українського технічного товариства у Львові і автором статей у часописі «Технічні вісти». У 1923 р. повернувся до Польщу і працював на фабриці локомотивів у м. Хшануві провідним конструктором локомотивів, де ввів метод цілісного зварювання металів без термічної обробки. Був учасником і доповідачем ХІІ Міжнародного конгресу з ацетилену і оксиацетиленового зварювання у 1936 році в Лондоні, Велика Британія, де презентував свою доповідь «Легкі цілісно зварені локомотиви на державній залізниці Польщі». Активно публікувався часописах «Inżynier Kolejowy», «Spawanie i Cięcie Metali», «Вісті» i «Przegląd Mechaniczny».
У квітні 1938 року став членом НТШ, також був активним членом Українського воєнно-історичного товариства і Спілки інженерів українців еміґрантів у Польщі. За німецької окупації у вересні 1939 року тимчасово керував фабрикою у Хшануві. З весни 1942 року працював в Управлінні цукрової промисловості в Житомирі, Києві та Рівному. Весною 1945 р. переїхав до Німеччини і перебував у таборах для переміщених осіб.
У 1948 році еміґрував у Францію, де проживав з родиною. Запрошений працювати до Англії у вересні 1948 року де був інженером -конструкторомі у фірмі «Metropolitan-Vickers Electrical Company» в Манчестері. Брав активну участь у житті Української громади. Призначений членом ревізійної комісії генерального церковного управління Української Автокефальної Православної Церкви у Великій Британії у серпні 1950 року.
Емігрує до Канади у 1951 році, де працює інженером у зварювальних компаніях у Вінніпезі і Торонто, і пізніше у «Канадському Бюро Зварювання» до 1965 року. Редагував журнал «Welding Digest». Продовжує діяльність в місцевій громаді діаспори як член і співробітник Інституту дослідів Волині, НТШ у Канаді, член-кореспондент Української вільної академії наук у Канаді. Був головою Товариства «Волинь» та Інституту Дослідів Волині у Вінніпезі (в Канаді).
Помер у м. Торонто 26 березня 1967 року i похований на цвинтарі «Парк Лан».